# کاسکاپدیا-سن-ژول، کبک
کاسکاپدیا-سن-ژول (به فرانسوی: Cascapédia–Saint-Jules) شهری در منطقه شهری بونوانتور ناحیه گاسپزی-ایل-دو-لا-مادلن در استان کبک کانادا است. در سرشماری سال ۲۰۱۱ این شهر ۷۳۳ نفر جمعیت داشته‌است و مساحت آن ۱۶۸ کیلومتر مربع است.